# ادور (یلبارگا)
ادور (یلبارگا) (به انگلیسی: Adoor (Yelbarga)) یک منطقهٔ مسکونی در هند است که در کارناتاکا واقع شده‌است.